# DELE B1
El Diploma de Español como Lengua Extranjera Nivel B1 (DELE B1) constituye un título que certifica el grado de competencia y dominio del español como lengua extranjera a nivel B1 del Marco Común Europeo de Referencia para las lenguas.  
Quien aprueba este diploma es capaz de comprender los puntos principales de textos claros y en lengua estándar si tratan sobre cuestiones que le son conocidas, ya sea en situaciones de trabajo, de estudio o de ocio; cuando sabe desenvolverse en la mayor parte de las situaciones que pueden surgir durante un viaje por zonas donde se utiliza el idioma español; cuando es capaz de producir textos sencillos y coherentes sobre temas que le son familiares o en los que tiene un interés personal y cuando puede describir experiencias, acontecimientos, deseos y aspiraciones, así como justificar brevemente sus opiniones o explicar sus planes.
El Instituto Cervantes otorga este título en nombre del  Ministerio de Educación y Ciencia de España. La Universidad de Salamanca participa en la elaboración de los contenidos y su evaluación. 